# Andreas Breynk
Andreas Breynk (26 settembre 1888 – 12 luglio 1957) è stato un calciatore tedesco, di ruolo attaccante.